# Trichoncyboides
Trichoncyboides Wunderlich, 2008 è un genere di ragni appartenente alla famiglia Linyphiidae.

## Distribuzione
L'unica specie oggi nota di questo genere è stata rinvenuta in alcune località europee: in Germania, Svizzera, Repubblica Ceca e Austria.

## Tassonomia
Dal 1991 al 2008 gli esemplari erano classificati nel genere Tapinocyboides Wiehle, 1960. Un lavoro di Wunderlich (2008e) ha dato dignità di genere a sé a questa specie pur riconoscendone varie caratteristiche in comune con Tapinocyboides.
A giugno 2012, si compone di una specie:
- Trichoncyboides simoni (Lessert, 1904)[3] — Svizzera, Germania, Austria, Repubblica Ceca